# Chiemi Tanaka
Chiemi Tanaka (田中 ちえ美 Tanaka Chiemi?, 6 de octubre de 1994) es una seiyū y cantante japonesa afiliada a Stay Luck. Es conocida por darle voz a Sakura Quest como Ririko Oribe y Love Live! Nijigasaki High School Idol Club como Rina Tennoji.

## Biografía
Tanaka se inspiró para seguir una carrera como actor de voz después de ver la serie de televisión de anime Macross Frontier. Se inscribió en una escuela de actuación de voz operada por la agencia de talentos Sigma Seven y, después de terminar su formación, se afilió formalmente a ellos en 2015. En 2016, interpretó a Sasame Tsuji en Three Leaves, Three Colors. Al año siguiente, interpretó su primer papel importante como Ririko Oribe en Sakura Quest. Ese mismo año, fue elegida como Rina Tennoji en el juego móvil Love Live! School Idol Festival All Stars, luego repitiendo el papel en la serie de anime Love Live! Nijigasaki High School Idol Club.
En 2021, Tanaka formó el dúo musical Nacherry con su compañero Love Live! miembro del reparto Natsumi Murakami.

## Filmografía

### Anime
2016
- Three Leaves, Three Colors, Sasame Tsuji[2]
- Tales of Zestiria the X, Handmaiden[2]

2017
- Sakura Quest, Ririko Oribe[3]
- Kino's Journey, Niña[2]
- Puzzle & Dragons X, Estudiante[2]

2019
- A Certain Magical Index III, Boy[2]
- Hi Score Girl, Empleado[2]

2020
- Love Live! Nijigasaki High School Idol Club, Rina Tennoji[4]
- Warlords of Sigrdrifa, Niña[2]
- The Day I Became A God, Miembro de staff[2]

2021
- The Duke of Death and His Maid, Sirvienta B
- Blue Reflection Ray, Sirvienta B

2022
- Love Live! Nijigasaki High School Idol Club Temporada 2, Rina Tennoji[4]
- The Little Lies We All Tell, Rikka[7]

## Videojuegos
2019
- Love Live School Idol Festival ALL STARS: Rina Tennoji

2020
- Magia Record: Puella Magi Madoka Magica Gaiden como Rion Yuzuki